# Boston Celtics 2018-2019
La stagione 2018-2019 dei Boston Celtics è stata la 73ª stagione della franchigia nella NBA.

## Draft
| Giro | Scelta | Giocatore       | Ruolo | Nazionalità | Università/Squadra |
| ---- | ------ | --------------- | ----- | ----------- | ------------------ |
| 1    | 27     | Robert Williams | C     | Stati Uniti | Texas A&M          |

## Roster
| \| Pos. \| Num. \| Naz. \| Nome \| Altezza \| Peso \| Data nascita \| Provenienza \| \| ----- \| ---- \| ---- \| ------------------- \| ------- \| ------ \| ------------ \| ------------------ \| \| C \| 46 \| \| Baynes, Aron \| 208 cm \| 118 kg \| 09-12-1986 \| Washington State \| \| G/AP \| 7 \| \| Brown, Jaylen \| 201 cm \| 100 kg \| 24-10-1996 \| UC Berkeley \| \| G/AP \| 50 \| \| Dozier, P.J. (TW) \| 198 cm \| 93 kg \| 25-10-1996 \| South Carolina \| \| P \| 8 \| \| Gibson, Jonathan \| 188 cm \| 84 kg \| 08-11-1987 \| New Mexico State \| \| AP \| 20 \| \| Hayward, Gordon \| 203 cm \| 102 kg \| 23-03-1990 \| Butler \| \| AG/C \| 42 \| \| Horford, Al \| 208 cm \| 111 kg \| 03-06-1986 \| Florida \| \| G \| 28 \| \| Hunter, R. J. (TW) \| 196 cm \| 84 kg \| 24-10-1993 \| Georgia State \| \| P \| 11 \| \| Irving, Kyrie \| 191 cm \| 88 kg \| 23-03-1992 \| Duke \| \| AP/AG \| 13 \| \| Morris, Marcus \| 208 cm \| 107 kg \| 02-09-1989 \| Kansas \| \| AP \| 37 \| \| Ojeleye, Semi \| 201 cm \| 109 kg \| 05-12-1994 \| Southern Methodist \| \| P \| 12 \| \| Rozier, Terry \| 185 cm \| 85 kg \| 17-03-1994 \| Louisville \| \| P/G \| 36 \| \| Smart, Marcus \| 193 cm \| 100 kg \| 06-03-1994 \| Oklahoma State \| \| AP/AG \| 0 \| \| Tatum, Jayson \| 203 cm \| 94 kg \| 3-03-1998 \| Duke \| \| AG/C \| 27 \| \| Theis, Daniel \| 206 cm \| 110 kg \| 04-04-1992 \| Germania \| \| P/G \| 9 \| \| Wanamaker, Brad \| 193 cm \| 95 kg \| 25-07-1989 \| Pittsburgh \| \| C \| 44 \| \| Williams, Robert \| 208 cm \| 109 kg \| 17-10-1997 \| Texas A&M \| \| AG \| 30 \| \| Yabusele, Guerschon \| 203 cm \| 118 kg \| 17-12-1995 \| Francia \| | Allenatore - Brad Stevens Assistente/i - Jerome Allen - Jay Larrañaga - Scott Morrison - Micah Shrewsberry - Jamie Young Legenda - (C) Capitano - (FA) Free agent - (S) Sospeso - (GL) Assegnato a squadra G League affiliata - (TW) Contratto Two-way - Infortunato Roster • Transazioni · Ultima transazione: 14 aprile 2019 |                            |                     |         |        |              |                    |
| Pos. | Num. | Naz.                       | Nome                | Altezza | Peso   | Data nascita | Provenienza        |
| C | 46 | Australia (bandiera)       | Baynes, Aron        | 208 cm  | 118 kg | 09-12-1986   | Washington State   |
| G/AP | 7 | Stati Uniti (bandiera)     | Brown, Jaylen       | 201 cm  | 100 kg | 24-10-1996   | UC Berkeley        |
| G/AP | 50 | Stati Uniti (bandiera)     | Dozier, P.J. (TW)   | 198 cm  | 93 kg  | 25-10-1996   | South Carolina     |
| P | 8 | Stati Uniti (bandiera)     | Gibson, Jonathan    | 188 cm  | 84 kg  | 08-11-1987   | New Mexico State   |
| AP | 20 | Stati Uniti (bandiera)     | Hayward, Gordon     | 203 cm  | 102 kg | 23-03-1990   | Butler             |
| AG/C | 42 | Rep. Dominicana (bandiera) | Horford, Al         | 208 cm  | 111 kg | 03-06-1986   | Florida            |
| G | 28 | Stati Uniti (bandiera)     | Hunter, R. J. (TW)  | 196 cm  | 84 kg  | 24-10-1993   | Georgia State      |
| P | 11 | Stati Uniti (bandiera)     | Irving, Kyrie       | 191 cm  | 88 kg  | 23-03-1992   | Duke               |
| AP/AG | 13 | Stati Uniti (bandiera)     | Morris, Marcus      | 208 cm  | 107 kg | 02-09-1989   | Kansas             |
| AP | 37 | Stati Uniti (bandiera)     | Ojeleye, Semi       | 201 cm  | 109 kg | 05-12-1994   | Southern Methodist |
| P | 12 | Stati Uniti (bandiera)     | Rozier, Terry       | 185 cm  | 85 kg  | 17-03-1994   | Louisville         |
| P/G | 36 | Stati Uniti (bandiera)     | Smart, Marcus       | 193 cm  | 100 kg | 06-03-1994   | Oklahoma State     |
| AP/AG | 0 | Stati Uniti (bandiera)     | Tatum, Jayson       | 203 cm  | 94 kg  | 3-03-1998    | Duke               |
| AG/C | 27 | Germania (bandiera)        | Theis, Daniel       | 206 cm  | 110 kg | 04-04-1992   | Germania           |
| P/G | 9 | Stati Uniti (bandiera)     | Wanamaker, Brad     | 193 cm  | 95 kg  | 25-07-1989   | Pittsburgh         |
| C | 44 | Stati Uniti (bandiera)     | Williams, Robert    | 208 cm  | 109 kg | 17-10-1997   | Texas A&M          |
| AG | 30 | Francia (bandiera)         | Yabusele, Guerschon | 203 cm  | 118 kg | 17-12-1995   | Francia            |

## Classifiche

### Atlantic Division
Classifiche aggiornate al 19 febbraio 2019.
| Pos. | Squadra            | V  | S  | %V   | GB   | Casa  | Trasf | Div  | PG |
| ---- | ------------------ | -- | -- | ---- | ---- | ----- | ----- | ---- | -- |
| 1.   | Toronto Raptors    | 43 | 16 | .729 | 0.0  | 24-5  | 19-11 | 8-4  | 59 |
| 2.   | Boston Celtics     | 37 | 21 | .638 | 5.5  | 23-8  | 14-13 | 10-3 | 58 |
| 3.   | Philadelphia 76ers | 37 | 21 | .638 | 5.5  | 23-7  | 14-14 | 6-8  | 58 |
| 4.   | Brooklyn Nets      | 30 | 29 | .508 | 13.0 | 17-13 | 13-16 | 7-6  | 59 |
| 5.   | N.Y. Knicks        | 11 | 47 | .190 | 31.5 | 4-23  | 7-24  | 2-12 | 58 |

### Eastern Conference
Il simbolo + segnala le squadre in testa alle rispettive division di appartenenza.
| Pos.               | Squadra             | V  | S  | %V   | GB   | PG |
| ------------------ | ------------------- | -- | -- | ---- | ---- | -- |
| 1.                 | Milwaukee Bucks+    | 43 | 14 | .754 | 0.0  | 57 |
| 2.                 | Toronto Raptors+    | 43 | 16 | .729 | 1.0  | 59 |
| 3.                 | Indiana Pacers      | 30 | 20 | .655 | 5.5  | 58 |
| 4.                 | Boston Celtics      | 37 | 21 | .638 | 6.5  | 58 |
| 5.                 | Philadelphia 76ers  | 37 | 21 | .638 | 6.5  | 58 |
| 6.                 | Brooklyn Nets       | 30 | 29 | .508 | 14.0 | 59 |
| 7.                 | Charlotte Hornets+  | 27 | 30 | .474 | 16.0 | 57 |
| 8.                 | Detroit Pistons     | 26 | 30 | .464 | 16.5 | 56 |
| Fuori dai playoffs |                     |    |    |      |      |    |
| 9.                 | Miami Heat          | 26 | 30 | .464 | 16.5 | 56 |
| 10.                | Orlando Magic       | 27 | 32 | .458 | 17.0 | 59 |
| 11.                | Wash. Wizards       | 24 | 34 | .414 | 19.5 | 58 |
| 12.                | Atlanta Hawks       | 19 | 39 | .328 | 24.5 | 58 |
| 13.                | Chicago Bulls       | 14 | 44 | .241 | 29.5 | 58 |
| 14.                | Cleveland Cavaliers | 12 | 46 | .207 | 31.5 | 58 |
| 15.                | N.Y. Knicks         | 11 | 47 | .190 | 32.5 | 58 |

## Mercato

### Rinnovi
| Giocatore    | Data           |
| ------------ | -------------- |
| Aron Baynes  | 7 luglio 2018  |
| Marcus Smart | 19 luglio 2018 |
| Jabari Bird  | 26 luglio 2018 |

### Acquisti
| Giocatore      | Data              | Provenienza       |
| -------------- | ----------------- | ----------------- |
| Brad Wanamaker | 2 luglio 2018     | Fenerbahçe        |
| Walt Lemon     | Contratto Two-Way | F.W. Mad Ants     |
| P.J. Dozier    | Contratto Two-Way | Oklahoma Thunder  |
| Justin Bibbs   | 25 settembre 2018 | Virg. Tech Hokies |
| Nick King      | 25 settembre 2018 | M.T. Blue Raiders |
| Jeff Roberson  | 25 settembre 2018 | Vand. Commodores  |

### Cessioni
| Giocatore     | Motivo                  | Nuova squadra   |
| ------------- | ----------------------- | --------------- |
| Kadeem Allen  | Taglio                  | N.Y. Knicks     |
| Shane Larkin  | Unrestricted Free Agent | Anadolu Efes    |
| Rodney Purvis | Taglio                  | Miami Heat      |
| Greg Monroe   | Unrestricted Free Agent | Toronto Raptors |

### Scambi
| 23 luglio 2018 | Boston Celtics Rodney Purvis | Oklahoma Thunder Abdel Nader Cash considerations |

## Calendario e risultati

### Preseason
| Preseason 2018                                    | Preseason 2018                                    | Preseason 2018                                    | Preseason 2018                                    | Preseason 2018                                    | Preseason 2018                                    | Preseason 2018                                    | Preseason 2018                                    | Preseason 2018                                    |
| Record preseason: 1-3 (Casa: 1-1; Trasferta: 0-2) | Record preseason: 1-3 (Casa: 1-1; Trasferta: 0-2) | Record preseason: 1-3 (Casa: 1-1; Trasferta: 0-2) | Record preseason: 1-3 (Casa: 1-1; Trasferta: 0-2) | Record preseason: 1-3 (Casa: 1-1; Trasferta: 0-2) | Record preseason: 1-3 (Casa: 1-1; Trasferta: 0-2) | Record preseason: 1-3 (Casa: 1-1; Trasferta: 0-2) | Record preseason: 1-3 (Casa: 1-1; Trasferta: 0-2) | Record preseason: 1-3 (Casa: 1-1; Trasferta: 0-2) |
| Partita                                           | Data                                              | Avversario                                        | Punteggio                                         | Più punti                                         | Più rimbalzi                                      | Più assist                                        | Stadio e spettatori                               | Record                                            |
| ------------------------------------------------- | ------------------------------------------------- | ------------------------------------------------- | ------------------------------------------------- | ------------------------------------------------- | ------------------------------------------------- | ------------------------------------------------- | ------------------------------------------------- | ------------------------------------------------- |
| 1                                                 | 28.9.2018                                         | @ Charlotte Hornets                               | 97-104                                            | Brown (14)                                        | Ojeleye (8)                                       | Horford, Irving (3)                               | Dean Smith Center (10.081)                        | 0-1                                               |
| 2                                                 | 30.9.2018                                         | Charlotte Hornets                                 | 115-112                                           | Irving (20)                                       | Baynes, Morris (6)                                | Irving, Rozier (4)                                | TD Garden (18.624)                                | 1-1                                               |
| 3                                                 | 2.10.2018                                         | Cleveland Cavaliers                               | 95-102                                            | Smart (15)                                        | Baynes (7)                                        | Horford (4)                                       | TD Garden (18.624)                                | 1-2                                               |
| 4                                                 | 6.10.2018                                         | @ Cleveland Cavaliers                             | 102-113                                           | Morris, Rozier (17)                               | Baynes (6)                                        | Horford (7)                                       | Quicken Loans Arena (17.083)                      | 1-3                                               |

### Regular season

#### Ottobre 2018
| Ottobre 2018                                    | Ottobre 2018                                    | Ottobre 2018                                    | Ottobre 2018                                    | Ottobre 2018                                    | Ottobre 2018                                    | Ottobre 2018                                    | Ottobre 2018                                    | Ottobre 2018                                    |
| Record ottobre: 5-2 (Casa: 2-1; Trasferta: 3-1) | Record ottobre: 5-2 (Casa: 2-1; Trasferta: 3-1) | Record ottobre: 5-2 (Casa: 2-1; Trasferta: 3-1) | Record ottobre: 5-2 (Casa: 2-1; Trasferta: 3-1) | Record ottobre: 5-2 (Casa: 2-1; Trasferta: 3-1) | Record ottobre: 5-2 (Casa: 2-1; Trasferta: 3-1) | Record ottobre: 5-2 (Casa: 2-1; Trasferta: 3-1) | Record ottobre: 5-2 (Casa: 2-1; Trasferta: 3-1) | Record ottobre: 5-2 (Casa: 2-1; Trasferta: 3-1) |
| Partita                                         | Data                                            | Avversario                                      | Punteggio                                       | Più punti                                       | Più rimbalzi                                    | Più assist                                      | Arena e spettatori                              | Record                                          |
| ----------------------------------------------- | ----------------------------------------------- | ----------------------------------------------- | ----------------------------------------------- | ----------------------------------------------- | ----------------------------------------------- | ----------------------------------------------- | ----------------------------------------------- | ----------------------------------------------- |
| 1                                               | 16.10.2018                                      | Philadelphia 76ers                              | 105-87                                          | Tatum (23)                                      | Morris (10)                                     | Irving (7)                                      | TD Garden (18.624)                              | 1-0                                             |
| 2                                               | 19.10.2018                                      | @ Toronto Raptors                               | 101-113                                         | Irving (21)                                     | Horford (10)                                    | Horford (9)                                     | Scotiabank Arena (19.800)                       | 1-1                                             |
| 3                                               | 20.10.2018                                      | @ N.Y. Knicks                                   | 103-101                                         | Tatum (24)                                      | Tatum (14)                                      | Irving (5)                                      | Madison Square Garden (19.427)                  | 2-1                                             |
| 4                                               | 22.10.2018                                      | Orlando Magic                                   | 90-93                                           | Irving (29)                                     | Tatum (10)                                      | Irving (5)                                      | TD Garden (18.624)                              | 2-2                                             |
| 5                                               | 25.10.2018                                      | @ Oklahoma Thunder                              | 101-95                                          | Tatum (24)                                      | Morris (10)                                     | Irving (5)                                      | Chesapeake Energy Arena (18.203)                | 3-2                                             |
| 6                                               | 27.10.2018                                      | @ Detroit Pistons                               | 109-89                                          | Brown (19)                                      | Morris, Theis (8)                               | Smart (9)                                       | Little Caesars Arena (18.120)                   | 4-2                                             |
| 7                                               | 30.10.2018                                      | Detroit Pistons                                 | 108-105                                         | Irving (31)                                     | Morris (9)                                      | Irving (5)                                      | TD Garden (18.624)                              | 5-2                                             |

#### Novembre 2018
| Novembre 2018                                    | Novembre 2018                                    | Novembre 2018                                    | Novembre 2018                                    | Novembre 2018                                    | Novembre 2018                                    | Novembre 2018                                    | Novembre 2018                                    | Novembre 2018                                    |
| Record novembre: 6-8 (Casa: 3-2; Trasferta: 3-6) | Record novembre: 6-8 (Casa: 3-2; Trasferta: 3-6) | Record novembre: 6-8 (Casa: 3-2; Trasferta: 3-6) | Record novembre: 6-8 (Casa: 3-2; Trasferta: 3-6) | Record novembre: 6-8 (Casa: 3-2; Trasferta: 3-6) | Record novembre: 6-8 (Casa: 3-2; Trasferta: 3-6) | Record novembre: 6-8 (Casa: 3-2; Trasferta: 3-6) | Record novembre: 6-8 (Casa: 3-2; Trasferta: 3-6) | Record novembre: 6-8 (Casa: 3-2; Trasferta: 3-6) |
| Partita                                          | Data                                             | Avversario                                       | Punteggio                                        | Più punti                                        | Più rimbalzi                                     | Più assist                                       | Arena e spettatori                               | Record                                           |
| ------------------------------------------------ | ------------------------------------------------ | ------------------------------------------------ | ------------------------------------------------ | ------------------------------------------------ | ------------------------------------------------ | ------------------------------------------------ | ------------------------------------------------ | ------------------------------------------------ |
| 8                                                | 1.11.2018                                        | Milwaukee Bucks                                  | 117-113                                          | Irving (38)                                      | Rozier (7)                                       | Horford (8)                                      | TD Garden (18.624)                               | 6-2                                              |
| 9                                                | 3.11.2018                                        | @ Indiana Pacers                                 | 101-102                                          | Morris (23)                                      | Brown, Hayward (7)                               | Smart (9)                                        | Fiserv Forum (17.505)                            | 6-3                                              |
| 10                                               | 5.11.2018                                        | @ Denver Nuggets                                 | 107-115                                          | Irving (31)                                      | Hayward (9)                                      | Irving (6)                                       | Pepsi Center (19.520)                            | 6-4                                              |
| 11                                               | 8.11.2018                                        | @ Phoenix Suns                                   | 116-109 (OT)                                     | Irving (39)                                      | Morris, Tatum (8)                                | Irving (6)                                       | Talking Stick Resort Arena (17.359)              | 7-4                                              |
| 12                                               | 9.11.2018                                        | @ Utah Jazz                                      | 115-123                                          | Rozier (22)                                      | Rozier (6)                                       | Smart (10)                                       | Vivint Smart Home Arena (18.306)                 | 7-5                                              |
| 13                                               | 11.11.2018                                       | @ Portland T. Blazers                            | 94-100                                           | Tatum (27)                                       | Hayward (9)                                      | Irving (6)                                       | Moda Center (19.712)                             | 7-6                                              |
| 14                                               | 14.11.2018                                       | Chicago Bulls                                    | 111-82                                           | Brown (18)                                       | Baynes (11)                                      | Irving (7)                                       | TD Garden (18.624)                               | 8-6                                              |
| 15                                               | 16.11.2018                                       | Toronto Raptors                                  | 123-116 (OT)                                     | Irving (43)                                      | Horford (9)                                      | Irving (11)                                      | TD Garden (18.624)                               | 9-6                                              |
| 16                                               | 17.11.2018                                       | Utah Jazz                                        | 86-98                                            | Irving (20)                                      | Irving (8)                                       | Hayward, Smart, Rozier (3)                       | TD Garden (18.624)                               | 9-7                                              |
| 17                                               | 19.11.2018                                       | @ Charlotte Hornets                              | 112-117                                          | Irving (27)                                      | Hayward (8)                                      | Irving (11)                                      | Spectrum Center (18.040)                         | 9-8                                              |
| 18                                               | 21.11.2018                                       | N.Y. Knicks                                      | 109-117                                          | Irving (22)                                      | Morris, Tatum (8)                                | Irving (13)                                      | TD Garden (18.624)                               | 9-9                                              |
| 19                                               | 23.11.2018                                       | @ Atlanta Hawks                                  | 114-96                                           | Baynes (16)                                      | Baynes (9)                                       | Smart (7)                                        | State Farm Arena (15.017)                        | 10-9                                             |
| 20                                               | 24.11.2018                                       | @ Dallas Mavericks                               | 104-113                                          | Tatum (21)                                       | Baynes (9)                                       | Irving (6)                                       | American Airlines Center (20.226)                | 10-10                                            |
| 21                                               | 26.11.2018                                       | @ N.O. Pelicans                                  | 124-107                                          | Irving (26)                                      | Morris (11)                                      | Irving (10)                                      | Smoothie King Center (15.159)                    | 11-10                                            |
| 22                                               | 30.11.2018                                       | Cleveland Cavaliers                              | 128-95                                           | Irving (29)                                      | Baynes (9)                                       | Smart (7)                                        | TD Garden (18.624)                               | 12-10                                            |

#### Dicembre 2018
| Dicembre 2018                                    | Dicembre 2018                                    | Dicembre 2018                                    | Dicembre 2018                                    | Dicembre 2018                                    | Dicembre 2018                                    | Dicembre 2018                                    | Dicembre 2018                                    | Dicembre 2018                                    |
| Record dicembre: 9-5 (Casa: 5-2; Trasferta: 4-3) | Record dicembre: 9-5 (Casa: 5-2; Trasferta: 4-3) | Record dicembre: 9-5 (Casa: 5-2; Trasferta: 4-3) | Record dicembre: 9-5 (Casa: 5-2; Trasferta: 4-3) | Record dicembre: 9-5 (Casa: 5-2; Trasferta: 4-3) | Record dicembre: 9-5 (Casa: 5-2; Trasferta: 4-3) | Record dicembre: 9-5 (Casa: 5-2; Trasferta: 4-3) | Record dicembre: 9-5 (Casa: 5-2; Trasferta: 4-3) | Record dicembre: 9-5 (Casa: 5-2; Trasferta: 4-3) |
| Partita                                          | Data                                             | Avversario                                       | Punteggio                                        | Più punti                                        | Più rimbalzi                                     | Più assist                                       | Arena e spettatori                               | Record                                           |
| ------------------------------------------------ | ------------------------------------------------ | ------------------------------------------------ | ------------------------------------------------ | ------------------------------------------------ | ------------------------------------------------ | ------------------------------------------------ | ------------------------------------------------ | ------------------------------------------------ |
| 23                                               | 1.12.2018                                        | @ Minnesota T'wolves                             | 118-109                                          | Hayward (30)                                     | Tatum (9)                                        | Irving (9)                                       | Target Center (17.663)                           | 13-10                                            |
| 24                                               | 6.12.2018                                        | N.Y. Knicks                                      | 128-100                                          | Irving (22)                                      | Horford (12)                                     | Irving (8)                                       | TD Garden (18.624)                               | 14-10                                            |
| 25                                               | 8.12.2018                                        | @ Chicago Bulls                                  | 133-77                                           | Brown (23)                                       | Theis (10)                                       | Hayward (6)                                      | United Center (20.923)                           | 15-10                                            |
| 26                                               | 10.12.2018                                       | N.O. Pelicans                                    | 113-100                                          | Morris (31)                                      | Williams (11)                                    | Rozier (6)                                       | TD Garden (18.624)                               | 16-10                                            |
| 27                                               | 12.12.2018                                       | @ Wash. Wizards                                  | 130-125 (OT)                                     | Irving (38)                                      | Tatum (12)                                       | Irving (7)                                       | Capital One Arena (20.409)                       | 17-10                                            |
| 28                                               | 14.12.2018                                       | Atlanta Hawks                                    | 129-108                                          | Irving (24)                                      | Theis, Rozier (7)                                | Smart (7)                                        | TD Garden (18.624)                               | 18-10                                            |
| 29                                               | 15.12.2018                                       | @ Detroit Pistons                                | 104-113                                          | Irving (24)                                      | Irving, Tatum, Smart (8)                         | Irving (4)                                       | Little Caesars Arena (14.500)                    | 18-11                                            |
| 30                                               | 19.12.2018                                       | Phoenix Suns                                     | 103-111                                          | Irving (29)                                      | Tatum, Williams (8)                              | Irving (10)                                      | TD Garden (18.624)                               | 18-12                                            |
| 31                                               | 21.12.2018                                       | Milwaukee Bucks                                  | 107-120                                          | Brown (21)                                       | Irving (9)                                       | Irving (7)                                       | TD Garden (18.624)                               | 18-13                                            |
| 32                                               | 23.12.2018                                       | Charlotte Hornets                                | 119-103                                          | Irving (25)                                      | Morris (8)                                       | Rozier (6)                                       | TD Garden (18.624)                               | 19-13                                            |
| 33                                               | 25.12.2018                                       | Philadelphia 76ers                               | 121-114 (OT)                                     | Irving (40)                                      | Irving, Tatum (10)                               | Horford (5)                                      | TD Garden (18.624)                               | 20-13                                            |
| 34                                               | 27.12.2018                                       | @ Houston Rockets                                | 113-127                                          | Irving (23)                                      | Morris, Hayward (6)                              | Irving (11)                                      | Toyota Center (18.055)                           | 20-14                                            |
| 35                                               | 29.12.2018                                       | @ Memphis Grizzlies                              | 112-103                                          | Irving (26)                                      | Tatum (8)                                        | Irving (13)                                      | FedExForum (17.794)                              | 21-14                                            |
| 36                                               | 31.12.2018                                       | @ San Antonio Spurs                              | 111-120                                          | Brown (30)                                       | Tatum (11)                                       | Irving (8)                                       | AT&T Center (18.354)                             | 21-15                                            |

#### Gennaio 2019
| Gennaio 2019                                      | Gennaio 2019                                      | Gennaio 2019                                      | Gennaio 2019                                      | Gennaio 2019                                      | Gennaio 2019                                      | Gennaio 2019                                      | Gennaio 2019                                      | Gennaio 2019                                      |
| Record gennaio: 11-4 (Casa: 10-1; Trasferta: 1-3) | Record gennaio: 11-4 (Casa: 10-1; Trasferta: 1-3) | Record gennaio: 11-4 (Casa: 10-1; Trasferta: 1-3) | Record gennaio: 11-4 (Casa: 10-1; Trasferta: 1-3) | Record gennaio: 11-4 (Casa: 10-1; Trasferta: 1-3) | Record gennaio: 11-4 (Casa: 10-1; Trasferta: 1-3) | Record gennaio: 11-4 (Casa: 10-1; Trasferta: 1-3) | Record gennaio: 11-4 (Casa: 10-1; Trasferta: 1-3) | Record gennaio: 11-4 (Casa: 10-1; Trasferta: 1-3) |
| Partita                                           | Data                                              | Avversario                                        | Punteggio                                         | Più punti                                         | Più rimbalzi                                      | Più assist                                        | Arena e spettatori                                | Record                                            |
| ------------------------------------------------- | ------------------------------------------------- | ------------------------------------------------- | ------------------------------------------------- | ------------------------------------------------- | ------------------------------------------------- | ------------------------------------------------- | ------------------------------------------------- | ------------------------------------------------- |
| 37                                                | 2.1.2019                                          | Minnesota T'wolves                                | 115-102                                           | Hayward (35)                                      | Horford, Brown (5)                                | Smart (8)                                         | TD Garden (18.624)                                | 22-15                                             |
| 38                                                | 4.1.2019                                          | Dallas Mavericks                                  | 114-93                                            | Brown (21)                                        | Theis (21)                                        | Hayward, Horford (8)                              | TD Garden (18.624)                                | 23-15                                             |
| 39                                                | 7.1.2019                                          | Brooklyn Nets                                     | 116-95                                            | Irving (17)                                       | Horford (9)                                       | Smart (9)                                         | TD Garden (18.624)                                | 24-15                                             |
| 40                                                | 9.1.2019                                          | Indiana Pacers                                    | 135-108                                           | Morris (22)                                       | Morris (8)                                        | Horford (8)                                       | TD Garden (18.624)                                | 25-15                                             |
| 41                                                | 10.1.2019                                         | @ Miami Heat                                      | 99-115                                            | Irving (22)                                       | Morris, Rozier (6)                                | Irving (5)                                        | American Airlines Arena (19.600)                  | 25-16                                             |
| 42                                                | 12.1.2019                                         | @ Orlando Magic                                   | 103-105                                           | Irving (25)                                       | Horford (11)                                      | Irving (6)                                        | Amway Center (18.846)                             | 25-17                                             |
| 43                                                | 14.1.2019                                         | @ Brooklyn Nets                                   | 102-109                                           | Tatum (34)                                        | Brown, Morris (6)                                 | Rozier (5)                                        | Barclays Center (16.247)                          | 25-18                                             |
| 44                                                | 16.1.2019                                         | Toronto Raptors                                   | 117-108                                           | Irving (27)                                       | Tatum (10)                                        | Irving (18)                                       | TD Garden (18.624)                                | 26-18                                             |
| 45                                                | 18.1.2019                                         | Memphis Grizzlies                                 | 122-116                                           | Irving (38)                                       | Baynes (12)                                       | Irving (11)                                       | TD Garden (18.624)                                | 27-18                                             |
| 46                                                | 19.1.2019                                         | @ Atlanta Hawks                                   | 113-105                                           | Irving (32)                                       | Rozier (11)                                       | Irving (5)                                        | State Farm Arena (16.626)                         | 28-18                                             |
| 47                                                | 21.1.2019                                         | Miami Heat                                        | 107-99                                            | Irving (26)                                       | Horford (12)                                      | Irving (10)                                       | TD Garden (18.624)                                | 29-18                                             |
| 48                                                | 23.1.2019                                         | Cleveland Cavaliers                               | 123-103                                           | Rozier (26)                                       | Rozier, Baynes (8)                                | Rozier (6)                                        | TD Garden (18.624)                                | 30-18                                             |
| 49                                                | 26.1.2019                                         | G.S. Warriors                                     | 111-115                                           | Irving (32)                                       | Horford (13)                                      | Irving (10)                                       | TD Garden (18.624)                                | 30-19                                             |
| 50                                                | 28.1.2019                                         | Brooklyn Nets                                     | 112-104                                           | Smart (21)                                        | Horford (11)                                      | Rozier, Smart (7)                                 | TD Garden (18.624)                                | 31-19                                             |
| 51                                                | 30.1.2019                                         | Charlotte Hornets                                 | 126-94                                            | Brown (24)                                        | Brown (10)                                        | Rozier (10)                                       | TD Garden (18.624)                                | 32-19                                             |

#### Febbraio 2019
| Febbraio 2019                                    | Febbraio 2019                                    | Febbraio 2019                                    | Febbraio 2019                                    | Febbraio 2019                                    | Febbraio 2019                                    | Febbraio 2019                                    | Febbraio 2019                                    | Febbraio 2019                                    |
| Record febbraio: 5-6 (Casa: 2-3; Trasferta: 3-3) | Record febbraio: 5-6 (Casa: 2-3; Trasferta: 3-3) | Record febbraio: 5-6 (Casa: 2-3; Trasferta: 3-3) | Record febbraio: 5-6 (Casa: 2-3; Trasferta: 3-3) | Record febbraio: 5-6 (Casa: 2-3; Trasferta: 3-3) | Record febbraio: 5-6 (Casa: 2-3; Trasferta: 3-3) | Record febbraio: 5-6 (Casa: 2-3; Trasferta: 3-3) | Record febbraio: 5-6 (Casa: 2-3; Trasferta: 3-3) | Record febbraio: 5-6 (Casa: 2-3; Trasferta: 3-3) |
| Partita                                          | Data                                             | Avversario                                       | Punteggio                                        | Più punti                                        | Più rimbalzi                                     | Più assist                                       | Arena e spettatori                               | Record                                           |
| ------------------------------------------------ | ------------------------------------------------ | ------------------------------------------------ | ------------------------------------------------ | ------------------------------------------------ | ------------------------------------------------ | ------------------------------------------------ | ------------------------------------------------ | ------------------------------------------------ |
| 52                                               | 1.2.2019                                         | @ N.Y. Knicks                                    | 113-99                                           | Irving (23)                                      | Irving (10)                                      | Irving, Rozier (6)                               | Madison Square Garden (18.343)                   | 33-19                                            |
| 53                                               | 3.2.2019                                         | Oklahoma Thunder                                 | 134-129                                          | Irving (30)                                      | Morris, Tatum, Rozier (7)                        | Irving (11)                                      | TD Garden (18.624)                               | 34-19                                            |
| 54                                               | 5.2.2019                                         | @ Cleveland Cavaliers                            | 103-96                                           | Tatum (25)                                       | Tatum, Brown (7)                                 | Horford (8)                                      | Quicken Loans Arena (19.432)                     | 35-19                                            |
| 55                                               | 7.2.2019                                         | L.A. Lakers                                      | 128-129                                          | Irving (24)                                      | Tatum (10)                                       | Irving (8)                                       | TD Garden (18.624)                               | 35-20                                            |
| 56                                               | 9.2.2019                                         | L.A. Clippers                                    | 112-123                                          | Hayward (19)                                     | Tatum (8)                                        | Horford, Smart (5)                               | TD Garden (18.624)                               | 35-21                                            |
| 57                                               | 12.2.2019                                        | @ Philadelphia 76ers                             | 112-109                                          | Hayward (26)                                     | Tatum (10)                                       | Horford, Rozier (5)                              | Wells Fargo Center (20.582)                      | 36-21                                            |
| 58                                               | 13.2.2019                                        | Detroit Pistons                                  | 118-110                                          | Tatum (19)                                       | Horford (14)                                     | Horford, Hayward (8)                             | TD Garden (18.624)                               | 37-21                                            |
| All Star Game Break                              |                                                  |                                                  |                                                  |                                                  |                                                  |                                                  |                                                  |                                                  |
| 59                                               | 21.2.2019                                        | @ Milwaukee Bucks                                | 97-98                                            | Irving (22)                                      | Horford (17)                                     | Horford, Irving (5)                              | Fiserv Forum (17.926)                            | 37-22                                            |
| 60                                               | 23.2.2019                                        | @ Chicago Bulls                                  | 116-126                                          | Irving (37)                                      | Morris, Smart (6)                                | Irving (10)                                      | United Center (21.295)                           | 37-23                                            |
| 61                                               | 26.2.2019                                        | @ Toronto Raptors                                | 95-118                                           | Morris (15)                                      | Brown (8)                                        | Irving, Horford (5)                              | Scotiabank Arena (19.800)                        | 37-24                                            |
| 62                                               | 27.2.2019                                        | Portland T. Blazers                              | 92-97                                            | Irving (31)                                      | Brown (10)                                       | Smart, Horford (5)                               | TD Garden (18.624)                               | 37-25                                            |